# Only the Team
Only the Team è un singolo del produttore discografico giamaicano Rvssian e dei rapper statunitensi Lil Mosey e Lil Tjay, pubblicato il 26 marzo 2020 dall'etichetta discografica Republic Records.

## Tracce
1. Only the Team – 2:48